# Munda jezici
Munda jezici, porodica austroazijskih jezika kojima se služe Munda plemena južne Indije. Ova porodica obuhvaća (22) jezika uutar dvije glavne jezične skupine, sjeverna i južna.
a Sjeverni (13): 
a1. Kherwari (12):
a. Mundari (6): asuri, birhor, ho, koda, korwa, mundari.
b. Santali (3): mahali, santzali, turi.
agariya, Indija
bijori, Indija
koraku, Indija
a2. Korku (1): korku.
b.  Južni (9):   
b1. Kharia-Juang (2): juang, kharia.
b2. Koraput Munda (7):
a. Gutob-Remo-Geta' (3):
a1. Geta' (1): gata'.
a2. Gutob-Remo (2): bondo, gutob (bodo gadaba jezik).
b. Sora-Juray-Gorum (4) Indija:
b1. Gorum (1): parenga.
b2. Sora-Juray (3): juray, lodhi, sora.

## Vanjske poveznice
- Ethnologue (14th)
- Ethnologue (15th)